# Боярышник азароль
Боя́рышник азаро́ль (лат. Crataegus azarōlus) — кустарник или небольшое дерево, вид рода Боярышник (Crataegus) семейства Розовые (Rosaceae).
Этот боярышник с давних пор культивируют как плодовое в странах западного Средиземноморья, где он легко дичает (южная Франция и другие районы).

## Распространение и экология
В природе ареал вида охватывает юг Франции (кроме Приморских Альп) и Италию.
Растёт в зарослях кустарников и по опушкам.

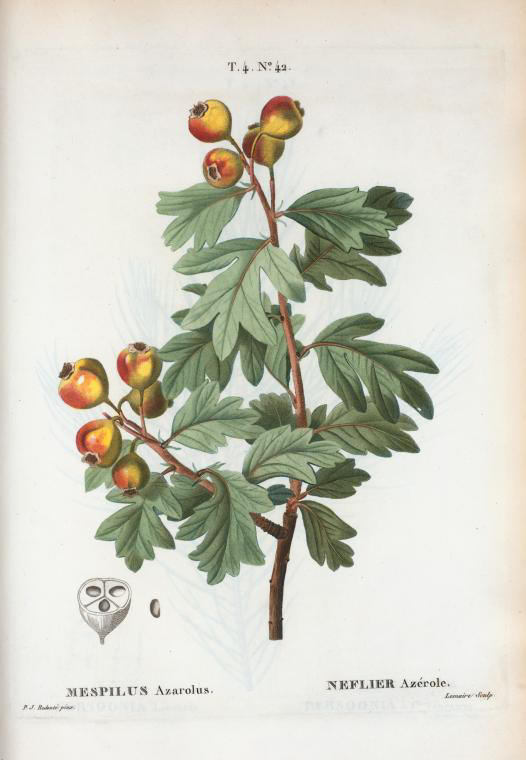
Ботаническая иллюстрация из книги А. Дюамеля «Traité des arbres fruitiers», 1768

## Ботаническое описание
Дерево высотой до 6 м. Молодые побеги серовато-волосистые, к концу лета почти голые. Колючки более или менее многочисленные, длиной 0,5—1,5 см, или отсутствуют.
Листья длиной 3—7 см, шириной 2,5—6,5 см, голые или сверху негусто прижато-волосистые, тёмно-зелёные, клиновидно-обратнояйцевидные до ромбических, глубоко трёхлопастные, с коротко приострёнными цельнокрайными или на вершине с одной — тремя надрезанно-зубчатыми лопастями.
Соцветия диаметром 3—5 см, многоцветковые, но не компактные, с хорошо развитыми волосистыми осями и цветоножками. Цветки диаметром 1,5 см; чашелистики широкотреугольные, опушённые, как и гипантий; столбиков два, реже один — три. Цветение в мае.
Плоды почти шаровидные, диаметром 12—15 мм, кирпично- или светло-красные, съедобные. Косточки в числе двух, реже одной, длиной около 10 мм, диаметром 8 мм, сильно выпуклые и бороздчатые со спинной стороны, плоские и несколько выщербленные с брюшной стороны. Плодоношение в июле — сентябре.
|                                                     |  |  |
| Слева направо: Цветки. Зелёные плоды. Зрелые плоды. |  |  |

## Значение и применение

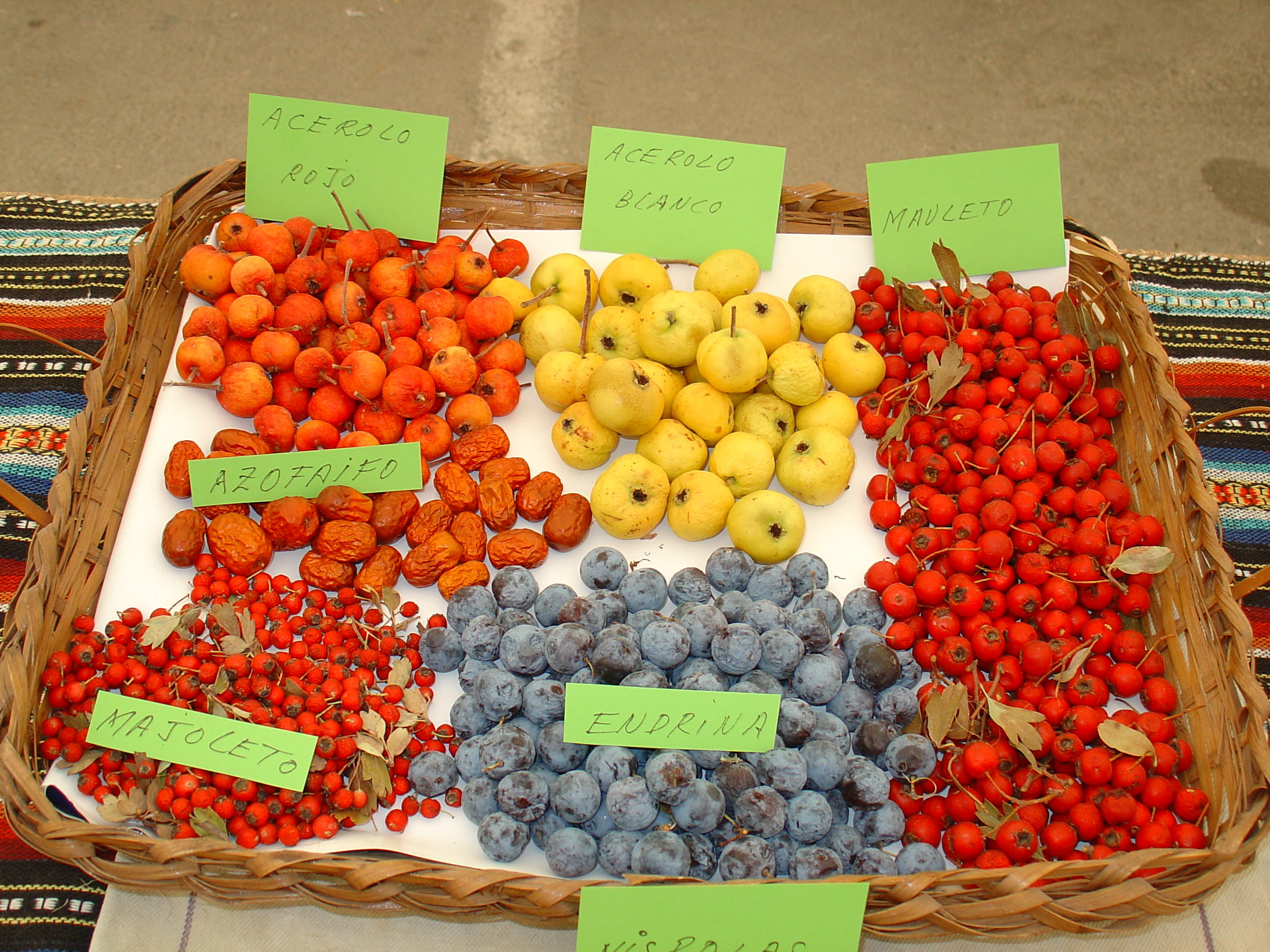
Азароль на прилавке в Испании (сверху слева — красный, затем жёлтый)

Издавна и широко культивируют как плодовое в странах западного Средиземноморья. Сбор плодов, идущих в пищу в свежем и переработанном виде, производят также с деревьев, специально сохраняемых ири расчистке территорий под сельскохозяйственные угодья. Легко дичает.
В России и сопредельных странах подлинный боярышник азароль в культуре отсутствует. Под этим названием указывают, по-видимому, различные виды, главным образом Боярышник понтийский (Crataegus pontica).

## Таксономия
Вид Боярышник азароль входит в род Боярышник (Crataegus) трибы Pyreae подсемейства Спирейные (Spiraeoideae) семейства Розовые (Rosaceae) порядка Розоцветные (Rosales).
|  |                                      |  |                                                              |                                                              |                   |  | ещё 8 семейств (согласно Системе APG III) | ещё 8 семейств (согласно Системе APG III)    |                                              |  |  |  | ещё 7 триб (согласно Системе APG III)         | ещё 7 триб (согласно Системе APG III)         |  |  |  |  | ещё от 200 до 300 видов | ещё от 200 до 300 видов |
|  |                                      |  |                                                              |                                                              |                   |  | ещё 8 семейств (согласно Системе APG III) | ещё 8 семейств (согласно Системе APG III)    |                                              |  |  |  | ещё 7 триб (согласно Системе APG III)         | ещё 7 триб (согласно Системе APG III)         |  |  |  |  | ещё от 200 до 300 видов | ещё от 200 до 300 видов |
|  |                                      |  |                                                              | порядок Розоцветные                                          |                   |  |                                           |                                              | подсемейство Спирейные                       |  |  |  |                                               | род Боярышник                                 |  |  |  |  |                         |                         |
|  |                                      |  |                                                              | порядок Розоцветные                                          |                   |  |                                           |                                              | подсемейство Спирейные                       |  |  |  |                                               | род Боярышник                                 |  |  |  |  |                         |                         |
|  | отдел Цветковые, или Покрытосеменные |  |                                                              |                                                              | семейство Розовые |  |                                           |                                              | триба Pyreae                                 |  |  |  | вид Боярышник азароль                         |                                               |  |  |  |  |                         |                         |
|  | отдел Цветковые, или Покрытосеменные |  |                                                              |                                                              |                   |  |                                           |                                              |                                              |  |  |  |                                               |                                               |  |  |  |  |                         |                         |
|  |                                      |  | ещё 44 порядка цветковых растений (согласно Системе APG III) | ещё 44 порядка цветковых растений (согласно Системе APG III) |                   |  |                                           | ещё 8 подсемейств (согласно Системе APG III) | ещё 8 подсемейств (согласно Системе APG III) |  |  |  | ещё около 60 родов (согласно Системе APG III) | ещё около 60 родов (согласно Системе APG III) |  |  |  |  |                         |                         |
|  |                                      |  |                                                              | ещё 44 порядка цветковых растений (согласно Системе APG III) |                   |  |                                           |                                              | ещё 8 подсемейств (согласно Системе APG III) |  |  |  |                                               | ещё около 60 родов (согласно Системе APG III) |  |  |  |  |                         |                         |

### Синонимы
По данным The Plant List на 2013 год, в синонимику вида входят:
- Azarolus crataegoides Borkh.
- Azarolus maroccana (Lindl.) M.Roem.
- Azarolus ruscinonensis Gren. & Blanc
- Lazarolus oxyacanthoides Borkh.
- Mespilus azarolus (L.) All.
- Mespilus azarolus (L.) Duhamel
- Pyrus azarolus (L.) Scop.